# Messerschmitt Me 264
El Messerschmitt Me 264 Amerika Bomber fue un bombardero pesado y avión de reconocimiento marítimo de largo alcance desarrollado en Alemania por Messerschmitt durante la Segunda Guerra Mundial para la Luftwaffe como su principal bombardero estratégico. El diseño fue seleccionado después como el competidor de Messerschmitt en el proyecto Amerika Bomber en el Reichsluftfahrtministerium (el Ministerio del Aire alemán), para un bombardero estratégico capaz de atacar la ciudad de Nueva York desde bases en Francia o las Azores.
Se construyeron tres prototipos, pero la producción se abandonó para permitir que Messerschmitt se concentrara en la producción de cazas y el Junkers Ju 390 fue seleccionado en su lugar como un avión de reconocimiento marítimo. El Me 264 fue el primer avión en la historia con tanques de combustible integrados, un estándar para la mayoría de los aviones modernos.

## Historia
Fue creado con la intención de apoyar las operaciones de gran alcance de los U-Boot en el Atlántico, sirviendo de avión reconocimiento tanto para dirigir los ataques como para lanzar ataques por cuenta propia, pensando en los Estados Unidos. Su diseño de cabina recuerda levemente al bombardero B-29.  El Me-264 presentaba una envergadura alar de 43 m, muy considerable y un timón de doble deriva en posición angular.
El diseño fue elegido posteriormente como un competidor en el programa "Amerika Bomber" del Reichsluftfahrtministerium (Ministerio del Aire del Reich), con intención de desarrollar un bombardero estratégico capaz de atacar la Ciudad de Nueva York desde bases situadas en Francia o en las islas Azores, aunque resulta muy dudoso que lo consiguiera con una carga significativa en todo caso. 
Fueron construidos tres prototipos del Me 264, pero su producción fue abandonada para permitir que Messerschmitt se concentrara en la producción de aviones de caza mientras otro diseño, el Junkers Ju 390, sería seleccionado en su lugar como avión de reconocimiento marítimo.

## Especificaciones (con motores BMW 801)

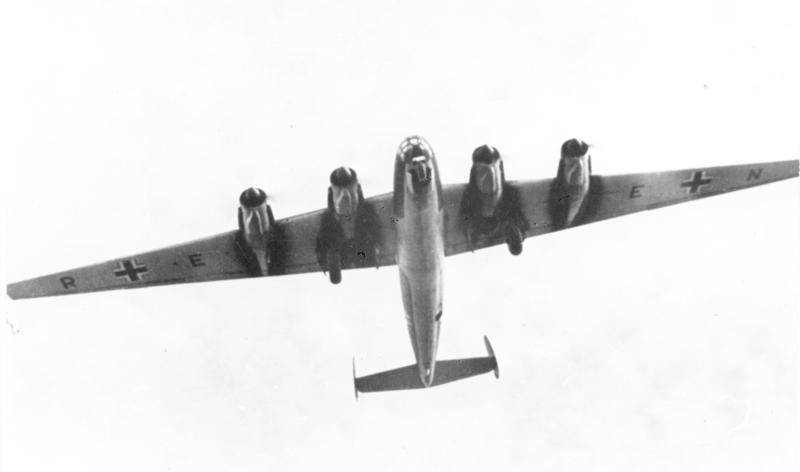
Me 264 V1 en vuelo.

### Características generales
- Tripulación: 8
- Longitud: 21,3
- Envergadura: 43 m (141,1 ft)
- Altura: 4,3
- Superficie alar: 127,8
- Peso vacío: 21 150 kg (46 614,6 lb)
- Peso cargado: 45 540 kg (100 370,2 lb)
- Peso máximo al despegue: 56 000 kg (123 424 lb)
- Planta motriz: 4× Motor radial BMW 801G/H.
  - Potencia: 1677 hp cada uno.
- Hélices: 1× Tripala por motor.

### Rendimiento
- Velocidad máxima operativa (Vno): 560 km/h (348 MPH; 302 kt)
- Velocidad crucero (Vc): 350 km/h (217 MPH; 189 kt)
- Alcance: 15 000 km (8099 nmi; 9321 mi)
- Techo de vuelo: 8000 m (26 247 ft)
- Régimen de ascenso: 2 m/s (394 ft/min)
- Carga alar: 356 kg/m² (72,9 lb/ft²)
- Potencia/peso: 0,11 kW/kg

### Armamento
- Ametralladoras: 4× MG 131 de 13 mm

- Cañones: 2× MG 151/20 de 20 mm
- Bombas: Una carga de 3.000 kg en la bodega interna

### Aeronaves similares
- Avro Lincoln
- Boeing B-29 Superfortress
- Consolidated B-32 Dominator
- Junkers Ju 390
- Heinkel He 277
- Nakajima G10N
- Victory Bomber
- Focke Wulf Ta 400

### Secuencias de designación
- Sistema de designación aeronaves del RLM: ← Me 261 · Me 262 · Me 263 · Me 264 · Fl 265 · Me 265 · Fa 266 →

### Listas relacionadas
- Anexo:Aeronaves militares de Alemania en la Segunda Guerra Mundial